# نادي أوليمبيا لكرة السلة (سلوفينيا)
نادي أوليمبيا لكرة السلة هو فريق كرة سلة سلوفيني للمحترفين تأسس في سنة 1946 يقع مقره في ليوبليانا. يلعب في الدوري السلوفيني لكرة السلة والدوري الأدرياتيكي.

## أبرز اللاعبين
من أبرز اللاعبين الذين لعبوا معه:
- آرون بينس
- دامير ماركوتا
- مانوشار ماركويشفيلي
- فلاديمير ستيبانيا
- فلادو ليافسكي

## وصلات خارجية
- الموقع الرسمي